# Pisidium fultoni
Pisidium fultoni é uma espécie de bivalve da família Pisidiidae.
É endémica da Austrália.